# Cath Maige Tuireadh

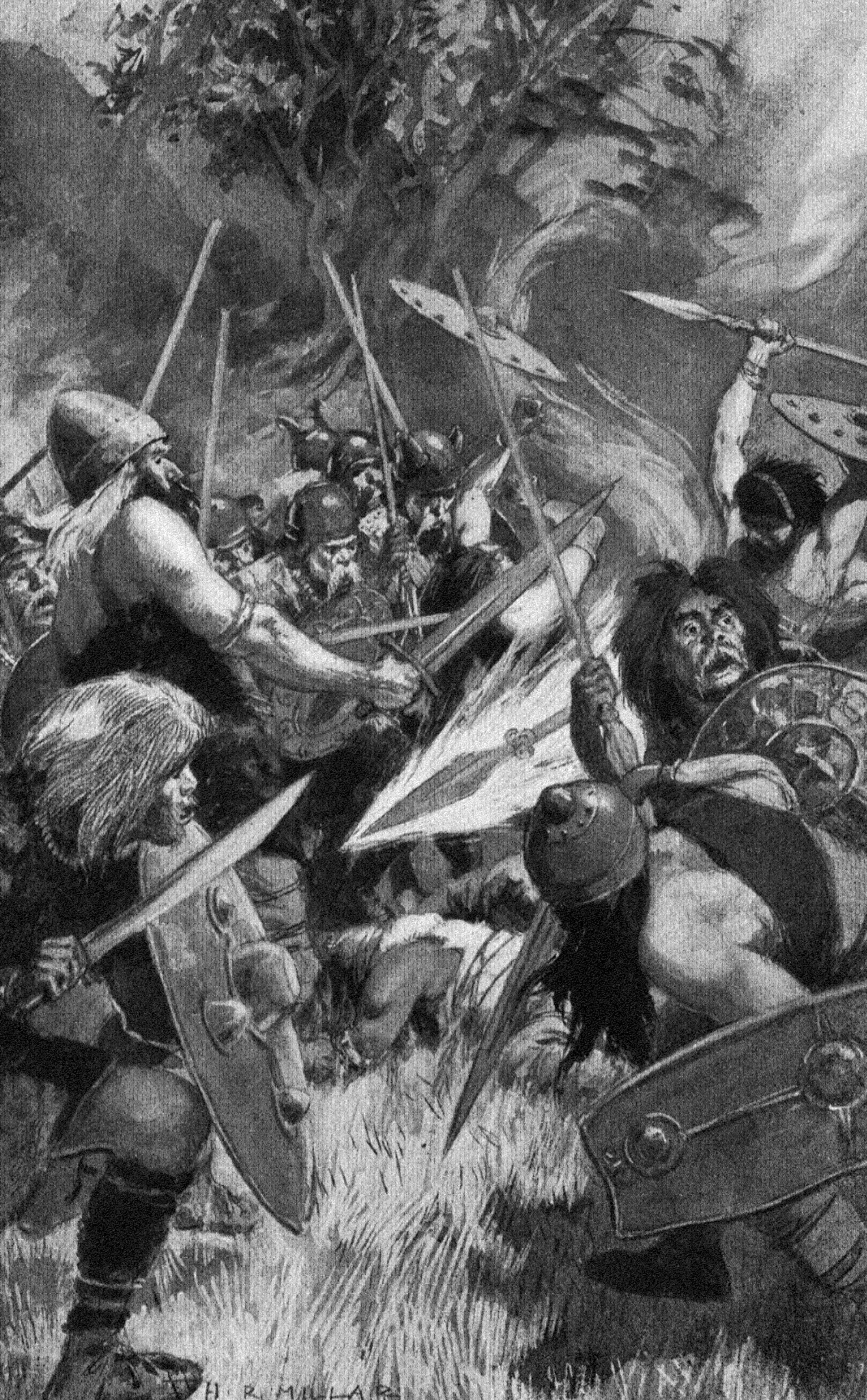
La lancia magica di Lúg nella Seconda battaglia di Mag Tuired

Cath Maige Tuired (La battaglia di Mag Tuired) è il nome di due saghe del Ciclo mitologico, uno dei quattro cicli principali della mitologia irlandese. Esse descrivono le battaglie combattute dal popolo divino dei Túatha Dé Danann per ottenere il controllo sull'Irlanda. Nonostante il nome in comune, la tradizione colloca il luogo fisico dei due scontri in diverse località dell'antico regno del Connacht: la prima battaglia si consumò presso Cong, nella contea di Mayo, al confine con la contea di Galway; la seconda si svolse a Lough Arrow, nella contea di Sligo.
- La Prima battaglia di Mag Tuired (Cét-chath Maige Tuired in lingua gaelica) vide i Tuatha Dé Danann, invasori giunti dal mare, combattere i Fir Bolg padroni dell'Irlanda per strappare loro il controllo sull'isola.
- La Seconda battaglia di Mag Tuired (Cath Dédenach Maige Tuired in lingua gaelica) vide invece i Tuatha Dé Danann impegnati a difendere l'Irlanda dall'invasione dei Fomoriani, antico popolo di dèi-dèmoni già sovrano dell'isola ed a suo tempo scacciato dai Fir Bolg.

Delle due, è soprattutto la seconda saga quella più ricca di informazioni, costituendosi, di fatto, quale testo fondamentale per la conoscenza della mitologia celtico-irlandese. Nel testo, infatti, numerosi episodi secondari vengono allineati attorno al motivo centrale dello scontro tra i Dé Danann ed i Fomoriani: il rinvenimento della spada magica Orna da parte di Ogmè, il fato di Balor ecc. Per la sua complessità narrativa e per l'importanza che riveste quale testo originante nella tradizione culturale irlandese, la Cath Dédenach Maige Tuired può essere considerata al pari dell'Iliade di Omero.

## Prima battaglia di Mag Tuired

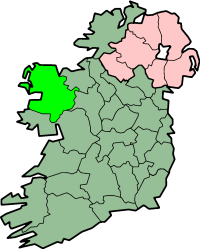
Contea Mayo

Il primo testo, spesso chiamato Cét-chath Maige Tuired (La prima battaglia di Mag Tuired) o Cath Maighe Tuireadh Cunga (La battaglia di Mag Tuired a Cong) o Cath Maighe Tuireadh Theas (La battaglia di Mag Tuired del sud), che parla di come i Túatha Dé Danann strapparono l'Irlanda ai Fir Bolg, che abitavano all'epoca l'isola. Tutto iniziò quando i figli di Nemed, che abitavano l'Irlanda, fuggirono verso la Grecia per scappare dall'oppressione dei Fomoriani. Un gruppo di discendenti di questi fuoriusciti, i Fir Bolg, tornarono e conquistarono l'isola, occupandola per trenta anni fino all'arrivo dei Tuatha Dé Danann, un altro gruppo di discendenti di Nemed.
I Tuatha Dé Danann, guidati da re Nuada Airgetlám, giunsero in Irlanda su trecento navi dalle isole del nord. Il loro arrivo fu previsto in un sogno dal re dei Fir Bolg, Eochaid mac Eirc. Quando approdarono sull'isola bruciarono le navi. Iniziarono poi dei negoziati tra Sreng dei Fir Bolg e Bres, un mezzo-sangue Tuatha Dé Danann Fomoriano nominato ambasciatore da Nuada. Bres chiese per i nuovi venuti metà dell'Irlanda, altrimenti si sarebbe arrivati a battaglia. I nobili dei Fir Bolg scelsero la seconda soluzione. Lo scontro durò diversi giorni e i Fir Bolg, in difficoltà, si trovarono di fronte a tre scelte: lasciare l'isola, continuare a lottare o dividere il loro dominio con i Tuatha Dé Danann. Ancora una volta scelsero di continuare a combattere, ma le loro truppe vennero decimate e il loro stesso sovrano, Eochaid, ucciso dalla dèa Mórrígan. Colpiti dalla prodezza e dal valore dei nemici, i Tuatha Dé Danann decisero di risparmiare i superstiti e lasciarono ai Fir Bolg il diritto di scelta di una provincia irlandese nella quale insediarsi. Sreng, ormai capo dei Fir Bolg dopo la morte di Eochaid, scelse il Connacht quale sede per il suo popolo ed accettò le profferte di pace dei Dé Danann.
Avendo perso una mano in combattimento, Nuada, non più "integro", dovette lasciare il trono dei Tuatha Dé Danann. Quale nuovo re i Dé Danann scelsero Bres, forse con l'intento di garantirsi l'appoggio dei Fomoriani, già nemici dei Fir Bolg, onde meglio mantenere il controllo sull'Irlanda appena conquistata. Sette anni dopo, però, Bres venne deposto dopo che Nuada, che aveva rimpiazzato la sua mano con un arto d'argento realizzato dal fabbro-mago Dian Cecht, tornò al potere.

## Seconda battaglia di Mag Tuired

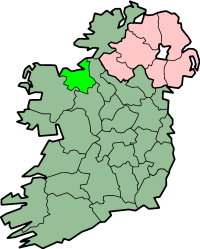
Contea Sligo

Il secondo testo, anche questo conosciuto come Cath Dédenach Maige Tuired (L'ultima battaglia di Mag Tuired), Cath Tánaiste Maige Tuired (La seconda battaglia di Mag Tuired) e Cath Maighe Tuireadh Thúaidh (La battaglia di Mag Tuired del nord), racconta come i Tuatha Dé Danann caddero sotto il dominio dei Fomoriani e come combatterono contro i loro oppressori per scrollarsi di dosso questo giogo. Fonte importante per le storie sulle antiche divinità irlandesi, il testo fu compilato nel XII secolo sulla base di materiale del IX.
L'opera inizia ricordando alcuni episodi della prima battaglia, modificandone però in modo sostanziale le conseguenze. Nel Cath Dédenach Maige Tuired apprendiamo infatti che Bres non lasciò il trono dei Tuatha Dé Danann al redivivo Nuada a seguito della propria morte, bensì perché spodestato dagli altri Dé Danann e costretto alla fuga. Bres aveva infatti favorito i suoi congiunti Fomoriani a discapito dei suoi sudditi Dé Danann, mancando sia come sovrano che come padrone di casa, infrangendo cioè le leggi sacre dell'ospitalità.
Mentre Nuada tornava a sedere sul trono dei Dé Danann, Bres chiese l'aiuto di suo padre, il re Elatha dei Fomoriani, per riconquistare il potere. Elatha rifiutò aiuto diretto al figlio, dimostratosi inetto quale sovrano, e lo indirizzò da un altro leader dei Fomoriani, Balor, più affamato di conquiste. Balor, un essere dèmoniaco con un terzo occhio dai poteri mortiferi collocato nel centro della fronte, accettò di fornire supporto a Bres. Spalleggiato dai suoi nuovi alleati, l'esule radunò un grande esercito e mosse guerra ai suoi fratelli.
Nella Seconda battaglia di Mag Turied, Nuada fu ucciso da Balor in battaglia ma Lúg, un altro dio per metà Tuatha Dé Danann e per metà Fomoriano, nipote dello stesso Balor, uccise il leader fomoriano. Bres fu trovato vivo dopo la battaglia e fu risparmiato a patto che insegnasse ai Tuatha Dé Danann i segreti appresi dai Fomoriani: l'uso dell'aratro, l'arte della semina e quella della mietitura.
Alla fine del poema si narra di come Lúg, Dagda e Ogma salvarono Uaitne, l'arpista di Dagda, che era stato catturato dai Fomoriani.

### Fonti
- Cath Dédenach Maige Tuired - originale del XVI secolo in British Museum, ms. Harleyano 5280, ff. 63a-78b.
- La battaglia di Mág Tuired - trad. int. it. in Cataldi, Melita (1985), Antiche storie e fiabe irlandesi, Torino, Einaudi.

### Studi
- Fraser, J. [ed. e trad.] (1915), The First Battle of Moytura, in Ériu, n. 8, a. 1915, pp. 1–63.
- Stokes, Whitley [ed. e trad.], The Second Battle of Moytura, in Revue Celtique n. 12, a. 1891, pp. 52–130 e 306-308.
- Gray, Elizabeth A. [ed. e trad.] (1982), Cath Maige Tuired: The Second Battle of Mag Tuired.